# Сферамии
Сферамии (лат. Sphaeramia) — род лучепёрых рыб из семейства апогоновых (Apogonidae), распространены в тропиках Тихого и Индийского океанов. Максимальная длина тела представителей разных видов варьирует от 8,5 до 10 см. Морские рыбы, обитают в прибрежных водах. Самцы вынашивают икру во рту. Вид Sphaeramia nemanoptera часто содержится в аквариумах.

## Виды

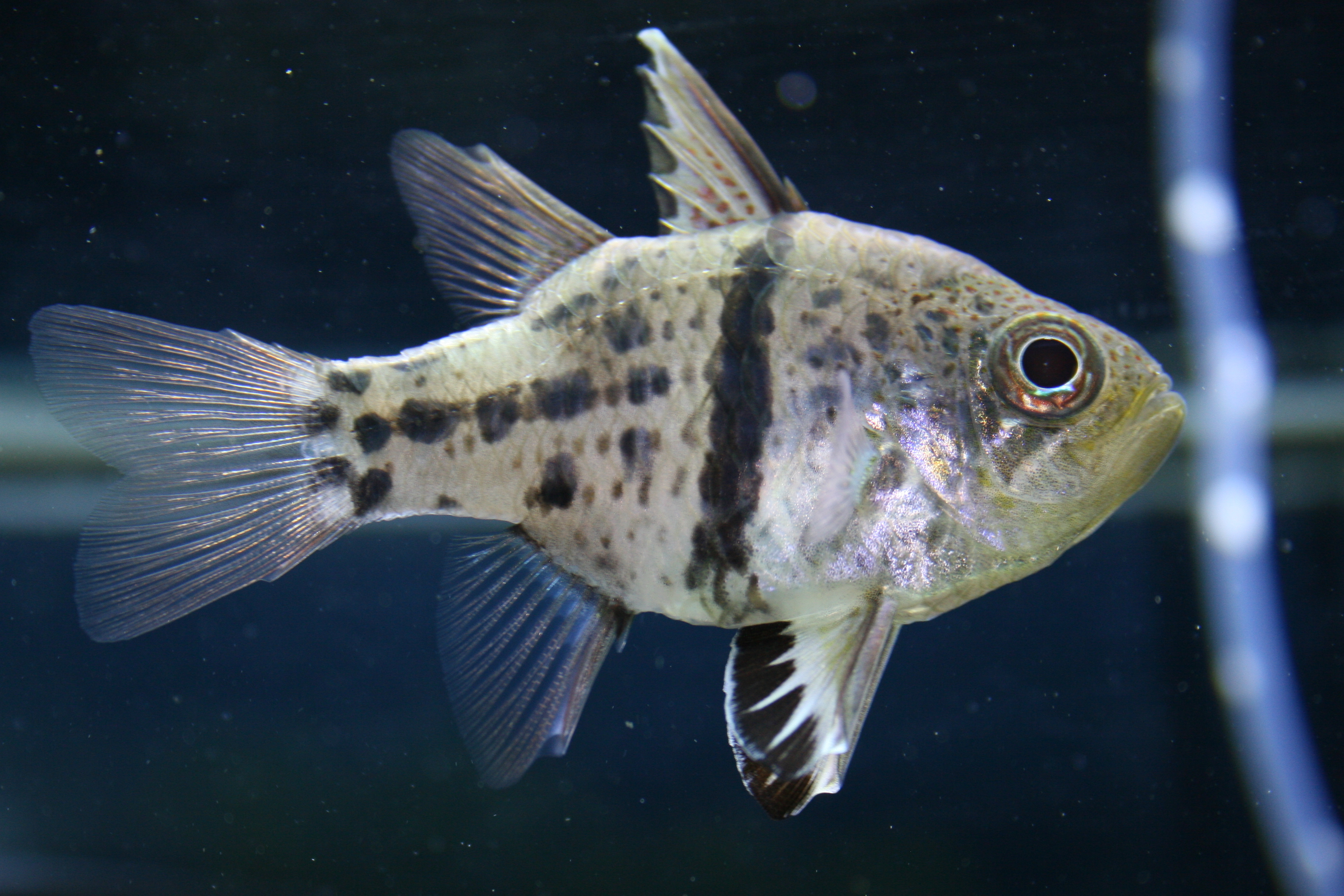
Пятнистая сферамия

В состав рода включают два вида:
- Sphaeramia nemanoptera (Bleeker, 1856)
- Sphaeramia orbicularis (Cuvier, 1828) — Пятнистая сферамия